# Amelia Bloomer
Amelia Jenks Bloomer (27 de mayo de 1818 - 30 de diciembre de 1894) fue una defensora estadounidense de los derechos de las mujeres y del movimiento de la templanza contra el consumo de bebidas alcohólicas. Era la editora del periódico The Lily con el lema "Dedicado a los intereses de la mujer" en el que se difundía las voces de las mujeres y sus reivindicaciones. Su nombre quedó asociado con el estilo de vestimenta femenina conocido como «Bloomer's» (bombacha). Consistía en una larga túnica ligeramente sujeta a la cintura y unos pantalones ajustados al tobillo.

## Biografía
Amelia Bloomer nació en 1818 en Homer, Nueva York. Bloomer venía de una familia modesta y recibió solo unos pocos años de educación formal en la escuela del distrito. Tras un breve periodo como maestra a los 17 años, decidió mudarse a Waterloo con su recién casada hermana Elvira. Al cabo de un año se trasladó a casa de la familia Oren Chamberlain para trabajar como institutriz.
A los 22 años se casó con el abogado Dexter Bloomer, quien la animó a escribir para su periódico neoyorkino County Courier

### Activismo social
En 1848, Bloomer asistió a la convención de Seneca Falls, la primera convención por los derechos de las mujeres. Al año siguiente empezó a editar el primer periódico para mujeres, The Lily, que fue publicado dos veces a la semana de 1849 a 1853. El periódico comenzó enfocado en la templanza, pero evolucionó hasta llegar a tener una amplia mezcla de contenidos que iban desde recetas a panfletos moralistas, particularmente cuando estuvo bajo la influencia de la activista Elizabeth Cady Stanton y de Susan B. Anthony. Originalmente, The Lily iba a ser distribuido a domicilio entre los miembros de la Sociedad para la Templanza de Seneca Falls, pero tras un tiempo llegó a tener una tirada de más de 4000 copias. El periódico tuvo que enfrentarse a varios obstáculos en sus comienzos, pero Bloomer sentía un compromiso con la publicación y asumió la plena responsabilidad de editarlo y publicarlo. Aunque al principio la portada contenía la frase "Publicado por un comité de señoritas", a partir de 1850 solo apareció el nombre de Bloomer.
En dicha publicación, Bloomer promovía un cambió en la vestimenta de las mujeres que resultase menos restrictiva para sus actividades:

La vestimenta de las mujeres debería adaptarse a sus deseos y necesidades. Debería procurar, a la vez, su salud, confort y utilidad; y, aunque tampoco debería dejar de procurar su embellecimiento personal, debería darle una importancia secundaria.

En 1851, la activista por la templanza Elizabeth Smith Miller adoptó lo que ella consideraba una vestimenta más racional: pantalones sueltos fruncidos en los tobillos, coronados por un vestido corto o falda y chaleco. Dicha vestimenta fue llevada en público por la actriz Fanny Kemble. Miller mostró su nuevo vestuario a Stanton, su prima, que lo adoptó inmediatamente. En este atuendo visitó Stanton a Bloomer, que también empezó a vestirlo y a promoverlo entusiastamente en su publicación. Inmediatamente denominado «The Bloomer Costume» («el atuendo Bloomer») o «Bloomers», fue objeto de burlas continuas en la prensa y en la calle. La propia Bloomer abandonó esta moda en 1859, declarando que un nuevo invento, el miriñaque, era una reforma suficiente para volver al vestido convencional.
Bloomer continuó siendo una pionera de la defensa del sufragio femenino y escritora el resto de su vida, y colaboró con un extenso número de periódicos. Lideró campañas sufragistas en Nebraska y Iowa, y fue presidenta de la Asociación por el Sufragio Femenino de Iowa de 1871 a 1873. Murió en Council Bluffs, Iowa, en 1894.